# Evdokia Guermanova
 (février 2018).
Si vous disposez d'ouvrages ou d'articles de référence ou si vous connaissez des sites web de qualité traitant du thème abordé ici, merci de compléter l'article en donnant les références utiles à sa vérifiabilité et en les liant à la section « Notes et références ».
Evdokia Guermanova (en russe : Евдокия Алексеевна Германова ; née le 8 novembre 1959 à Moscou) est une actrice, metteure en scène et professeure de théâtre russe.

## Biographie
Evdokia Guermanova, naît a Moscou le 8 novembre 1959, fille d'Alexeï Guermanov, docteur en sciences géologiques et Galina Dachkevitch, chimiste. Sa sœur Lioubov Guermanova est également actrice.
A l'âge de quinze ans, elle tient son premier rôle dans le film  En attendant un miracle (1975) sous la direction de Slobodan Kosovalic au Studio Gorki. À partir de là, sa carrière au cinéma ne s'arrêtera plus.
Repérée par Iouri Lioubimov lors d'une représentation de théâtre amateur, elle commence une carrière professionnelle au Théâtre de la Taganka en 1979. Entre 1981 et 1986, elle étudie à l'Académie russe des arts du théâtre (le cours d’Oleg Tabakov et Avangard Leontiev), avant de rejoindre l'école-studio d'Oleg Tabakov.
Dans les années 2000, elle est professeur à l'École-studio du Théâtre d'Art académique de Moscou (l'atelier de Constantin Raïkine) et à l'Institut international slave.
En 2012, elle dirige un atelier à la faculté d'art dramatique à l’Institut de télévision et radio Ostankino et au Lycée de cinéma et télévision de Moscou.
Elle s'essaye à la mise en scène au Théâtre d'art de Moscou en 2014, en adaptant Le Saut du lit de Marcel Mithois.
En 2016, elle enseigne la Méthode Stanislavsky à Harvard. En 2017, elle est responsable du département des arts de la scène à la faculté de théâtre, cinéma et télévision à l'Université Synergie de Moscou.
Evdokia Guermanova possède un diplôme de psychologue et le certificat international PNL.

## Théâtre

### Actrice
Théâtre de la Taganka
- 1978-1980 : La Maison sur le quai
- 1979 : L'Heure de pointe (Jerzy Stefan Stawiński). Mise en scène d'Alexandre Demidov : Eva
- 1979 : Roméo et Juliette (William Shakespeare) Mise en scène d'Alexandre Demidov : Benvolio.

Théâtre-studio d'Oleg Tabakov
- 1984 : Prichtchoutchil (Barry Kiff). Mise en scène d'Oleg Tabakov :  Linn
- 1985 : L'Alouette (Jean Anouilh). Mise en scène d'Oleg Tabakov :   Jeanne d’Arc
- 1987 :  Fauteuil (Iouri Poliakov). Mise en scène d'Alexandre Marine :  Chérie
- 1987 : Deux flèches (Alexandre Volodine) : les gens de la tribu
- 1987 : Ali Baba et les autres : Fatima, la femme de Kassym
- 1987 : Adieu... et applaudissez (Alexeï Bogdanovich) Mise en scène d'Oleg Tabakov : Theodore Medebak, actrice
- 1987 : Biloxi Blues (Neil Simon) : Daisy
- 1987 : Foi, Amour, Espérance (Ödön von Horváth) (Ein Totentanz) : Elisabeth
- 1988 : Le Trou (Alexandre Galine) : Pardo
- 1988 : Le Conteneur protégé (Vassili Axionov) : Stepanida Efimovna
- 1991 : Le Revizor (Gogol). Mise en scène de Sergueï Gazarov : Anna Andréevna
- 1995 : Le Psycopathe (A. Mintchine). Mise en scène d'Andreï Jitinkine : Lina Dmitrievna
- 1995 : Les Derniers (Maxime Gorki). Mise en scène d'Adolf Chapiro : Madame Sokolova
- 2000 : Cent yens pour le service (Minoru Betsuyaku). Mise en scène d'Elena Nevejina : Elle
- 2000 : Les bas-fonds (Maxime Gorki). Mise en scène d'Adolf Chapiro : Nastena
- 2000 : Encore Van Gogh. Mise en scène de Valeri Fokine : La mère
- 2002 : la Ville (Evgueni Grichkovets). Mise en scène d'Alexandre Nazarov : Tatiana
- 2004 : Tandis que j'agonise (William Faulkner). Mise en scène de Mindaugas Karbauskis : Addy Bandren
- 2005 : Boléro (Pavel Kohout). Mise en scène de Vladimir Petrov : Germina
- 2007 : Le Procès (Franz Kafka). Mise en scène de Constantin Bogomolov : Frau Grubakh
- 2007 : Le Conteneur protégé (Vassili Axionov). Mise en scène d'Evgueni Kamenkovitch : Stépanida Efimovna
- 2017 : Les Nuits de Cabiria (Federico Fellini). Mise en scène d'Aliona Lapteva et Yanina Kolesnichenko : La bombe

Le Théâtre d’art de Moscou Anton Tchekhov
- 2004 : La Cerisaie (Anton Tchekhov). Mise en scène d'Adolf Shapiro : Charlotta Ivanovna, la gouvernante
- 2006 : La Dernière erreur de Mozart (D. Minchek). Mise en scène de Youri Eromine : Constance

Le théâtre d'entreprise
- 1992 : Le Titre. Alexandre Galine (Italie)
- 1993 : Mystery : le spectacle en anglais
- 1994 : La Voiture en chair (Piotr Gladiline). Mise en scène d'Evgueni Kamenkovitch
- 1997 : Le Singe mort Mise en scène d'Alexandre Parra
- 1999 : Les Soirs d'Athènes (Pierre Gladilin). Mise en scène de Nikolaï Tchindiaïkine
- 2012 : Je suis Edmond Dantès comédie musicale. Mise en scène de Yegor Droujinine : Eloïse Villefort
- 2014 : Faïna. L'oiseau brûlant dans la cage. Mise en scène de Stanislav Evstigneïev : Lioubov Orlova
- 2014 : Le Jeu de l'imagination (Émile Braguinski). Mise en scène de Viatcheslav Nevinny : Rita
- 2017 : Arc de Triomphe (Erich Maria Remarque). Mise en scène de Lev Rakhline : Eugénie
- 2018 : El Maestro de Danzar (Lope de Vega). Mise en scène de Lev Rakhline : Lysena

### Metteur en scène
- 2014 : Le Saut du lit de Marcel Mithois. Studio «25 rangée»
- 2015 : Non sacré. Studio «25 rangée»
- 2016 : Express California (Josephine Lawrence)
- 2017 : Se réveille (Éric-Emmanuel Schmitt)

## Filmographie
- 1975 : En attendant un miracle (В ожидании чуда) de Slobodan Kosovalic : la fille de Sidorkine
- 1976 : Les Mineurs : Vera
- 1976 : La Farce (Розыгрыш) de Vladimir Menchov : Dacha Rozanova
- 1976 : Le Stagiaire (Стажёр)
- 1977 : Le Retour du fils (Возвращение сына) : Tonia
- 1977 : Un don du ciel : La tisseuse
- 1977 : Le Portrait avec la pluie (Портрет с дождём) de Gavriil Eguiazarov : Marina Koulikova
- 1978 : Au fond : Natacha (court métrage)
- 1979 : Scènes de la vie familiale (Сцены из семейной жизни) : Lilia, l'amie de Catherine
- 1980 : Commande toi-même (Прикажи себе) d'Igor Khomsky : Nadia Romachkina
- 1980 : Un congé bizarre
- 1982 : Les Fumistes : Lilia, la femme d'Alexeï Trofimovitch
- 1982 : Le Cadeau de mariage : Oksana
- 1985 : On ne peut pas prévoir: Tania Agueïeva
- 1987 : Le Fauteuil (Кресло, Kreslo) : Milotchka
- 1987 : Si c’est nous cela ? : Elle.
- 1987 : Portraits d'hommes
- 1988 : Commentaire sur la pétition pour la clémence : Roux
- 1988 : Les Nouvelles Aventures du Yankee à la cour du roi Arthur : Sendi
- 1988 : Les Contes de fée sur l'Italie
- 1988 : L'Incident à Outinoozersk : Albina Vassilievna
- 1989 : Voici la liberté! : Doussia
- 1989 : Marakouta (court métrage)
- 1989 : La Vie à la limite : Sveta
- 1989 : Crazy : Vera
- 1991 : Le Cercle des intimes (Ближний круг) d'Andreï Kontchalovski : éducatrice dans l'orphelinat
- 1991 : Le Revizor (film-spectacle) (d'après Nicolas Gogol) : Anna Andréevna
- 1991 : Kicks : Janna Plavskaïa
- 1991 : Les Morts sans sépulture, ou la chasse aux rats
- 1991 : Niagara : Larissa
- 1991 : La Vieille-rmsa : La dame
- 1992 : Les Macaronis de la mort, ou l'Erreur du professeur Buggensberg : Sonka la main d'or
- 1993 : La Cerisaie : Charlotte
- 1993 : Une méthode de meurtre : Virginia Dojd
- 1994 : La Faucille et le marteau: Véra Raïevskaïa
- 1995 : Le Musulman (Мусульманин) de Vladimir Khotinenko : Verka
- 1995 : Voilà, c’est nous!
- 1997 : Lady basanée des sonnets (B. Choou). Mise en scène d'A. V. Parra : La Reine Elizabeth. Le spectacle de télévision
- 1997 : La Chute en haut
- 2000 : l'Ombre personnelle : Rita
- 2000 : Pour ne pas oublier (documentaire) d'Igor Nefedov
- 2001 : Détectives : Daria
- 2001 : La Barbe portant des lunettes et un phacochère
- 2001 : Rostov-papa : La cliente du poète
- 2002 : De principaux rôles — Rousso
- 2003 : Le Barbare : Sorcière
- 2003 : Dacha Vassilieva. Amateurs de l'enquête privée : Jacqueline.
- 2003 : La Meilleure ville de la Terre: Tchoussova
- 2003 : Offre-moi la vie : Natacha, la mère d'Olga
- 2003 : L'Eglise sous les bouleauxs : Tamara Sougrobova
- 2004 : Mon grand mariage arménien : Lily
- 2004 : Russe : mère d'Ed
- 2004 : Le Pont étroit
- 2004 : Les Derniers (film-spectacle)
- 2004 : Attention, Zadov! : Sœur
- 2005 : Il est temps de recueillir des pierres : Noura
- 2005 : Le Toqué : Lina Dmitrievna, le médecin-assassin
- 2006 : Le Chasseur : Valentina, la sorcière
- 2006 : La Couleur du ciel : femme avec une goupille
- 2007 : Vania - la directrice de foyer pour enfants
- 2007 : Rachmaninov : Satina
- 2007 : Le Feu de l'amour : Klavdia / la tante Catherine
- 2008 : Qui éclaire et réchauffe à la fois
- 2008 : La fille : Irina Vadimovna Yartseva, la mère de Léna
- 2008 : L'Héritage : Valentina Sémionovna, la mère de Sergueï
- 2008 : Petite famille de Noël : Natalia Stargorodskaïa
- 2008 : La Farce : La mère de Tania
- 2009 : Barvikha : Jeanette, la servante
- 2009 : Jourov : Amalia Beroulava, l'artiste de cirque
- 2009 : Le Numéro quarante trois : La mère d'Andreï
- 2009 : Le Toit : Noura
- 2010 : La Soirée d'adieu de la fiancée : Albina Matveïevna
- 2010 : La Maison du Soleil (Дом Солнца) de Garik Soukatchev : la chef du groupe touristique
- 2010 : Marier un millionnaire! : Klara Stepanovna, la mère de Semion
- 2010 : Oleg Tabakov. Allumant les étoiles (documentaire)
- 2010 : Chacun a sa guerre : La tante Catherine
- 2010 : Mort à lorgnon ou notre Tchekhov : Charlotte
- 2010 : Le Numéro quarante-troisième : La mère d'Andrew
- 2010 : Fleurs par Lisa : Margarita Nikolaïevna
- 2010 : Il était une fois une femme : Fekloucha
- 2011 : Pour toute la vie : Lioussia
- 2012 : Le Crime en héritage : Rina la mère Pachki
- 2012 : Petrovitch : Raïssa Stepanovna Nikitina
- 2012 : La Cerisaie (film-spectacle) : Charlotte Ivanovna, la gouvernante
- 2013 : Le Sexe, le café, les cigarettes : Flora Varfolomeïevna, professeur
- 2013 : Deux hivers et trois étés : Sofia
- 2015 : Les Ladies disparaissent à minuit : Renata Nemirovsky l'amie de Guennadi
- 2017 : Anna Karénine. L'histoire de Vronsky : La comtesse Kartasova
- 2017 : Anna Karénine : La comtesse Kartasova
- 2018 : Sveta de l'au-delà (Света с того света) de Maxime Pejemski : la mère de Sveta

## Prix et distinctions
- 1986 : Festival soviétique des jeunes réalisateurs : Grand Prix de la meilleure actrice dans le film On ne peut pas prédire (1985) d'Olga Naroutskaïa
- 1991 : Festival international du film de jeunesse de Kiev : prix du public et prix du jury de la meilleure actrice pour le film Niagara (1991) d'A. Vizir
- 1992 : Festival international du film de Karlovy Vary : Globe de cristal pour la meilleure actrice dans le film Kicks (1991) de Sergueï Livnev
- 1992 : Festival Constellation :  grand prix de la meilleure actrice dans le film Kicks
- 1994 : Festival international du Film de Thessalonique: mention spéciale du jury pour le film Le Marteau et la faucille
- 1995 : Actrice honorée de la Russie
- 2000 : Lauréat du Prix international Stanislavski pour le rôle d'Anastasia dans la pièce Les bas-fondsd'après Maxime Gorki
- 2002 : Prix de Vera Kholodnaïa pour l'actrice la plus gracieuse
- 2005 : Prix de meilleure actrice au troisième festival international Iouri Ozerov pour le film Le Temps de recueillir des pierres (2005)